# Thomas Carew
Pour les articles homonymes, voir Carew.
Thomas Carew (prononcer comme « Carey ») (né en 1595 et mort le 22 mars 1640) est un poète anglais membre du groupe du « Cavalier ».

## Biographie
Thomas est le fils de Sir Matthew Carew (en), maître de la chancellerie ; sa femme est Alice Ingpenny, veuve de Sir John Rivers, Lord Mayor de la ville de Londres. Le poète fut probablement le troisième enfant d'une fratrie de 11 personnes. Il est né dans le West Wickham de Londres, dans la première partie de l'année 1595. Il avait 13 ans en juin 1608, lorsqu'il rejoint le Merton College, d'Oxford. Il obtient son B.A en 1611, puis étudie au Middle Temple. Deux ans plus tard, son père se plaint de lui auprès de Sir Dudley Carleton. Il est donc envoyé en Italie comme domestique de la maison de Sir Dudley. Puis, quand l'ambassadeur quitte Venise, il garde Thomas Carew à ses côtés et en fait son secrétaire lorsqu'il prend son nouveau poste à Carleton, à La Haye, au début de 1616. Cependant, il est renvoyé en automne de cette année pour la légèreté et calomnie ; il a alors de grandes difficultés pour trouver un autre travail. En août 1618 son père meurt et Carew entre au service d'Edward Herbert, baron de Cherbury. À ses côtés, il voyage en France en mars 1619 et il semble être resté avec Herbert jusqu'à son retour en Angleterre, au terme de ses missions diplomatiques, en avril 1624.